# Onthophagus mcclevei
Onthophagus mcclevei är en skalbaggsart som beskrevs av Henry Fuller Howden och François Génier 2004. Onthophagus mcclevei ingår i släktet Onthophagus och familjen bladhorningar. Inga underarter finns listade i Catalogue of Life.